# Franz Ernst von Platen

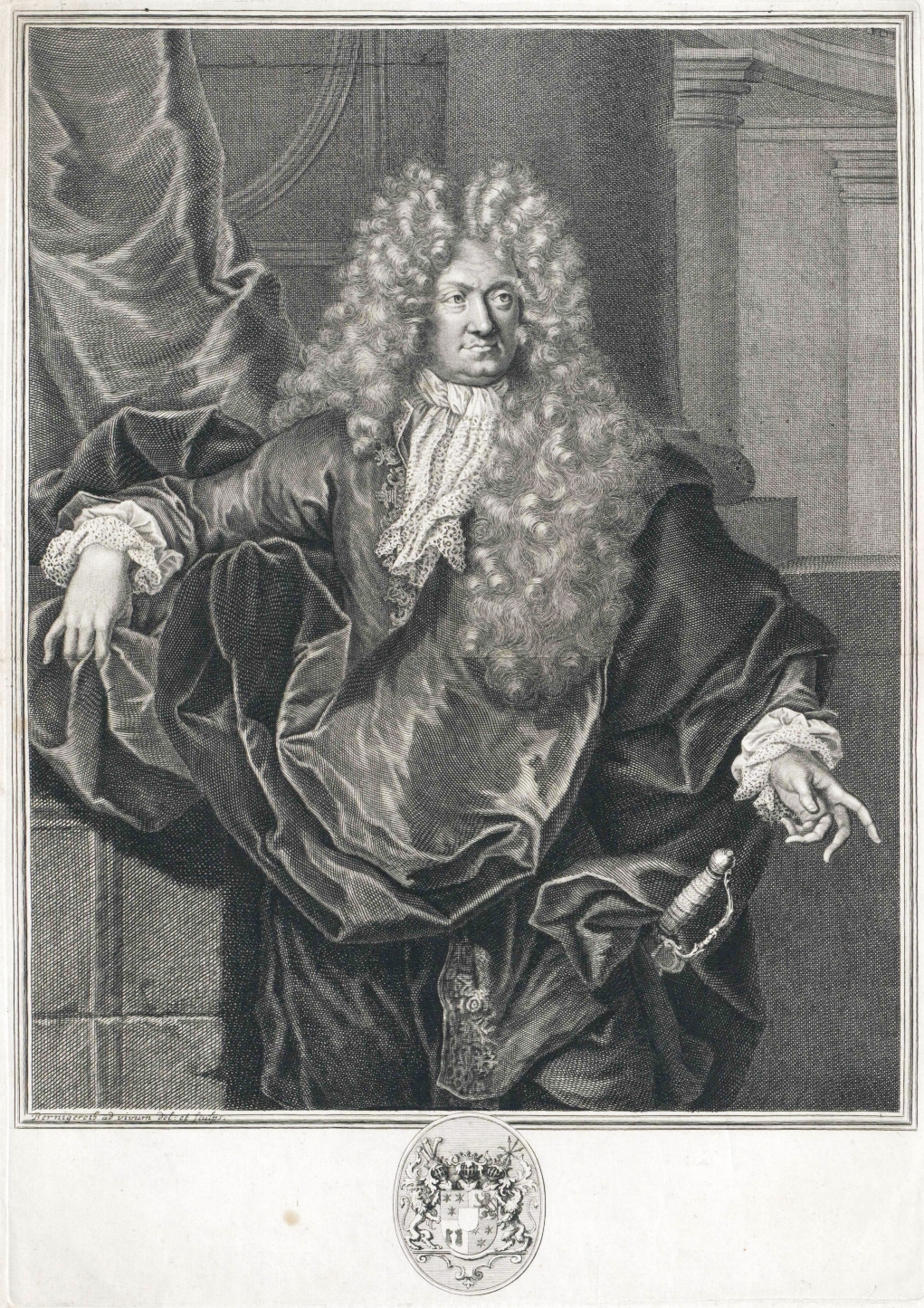
Mit Allongeperücke: Franz-Ernst von Platen in der Pose eines absolutistischen Herrschers;
Kupferstich von Martin Bernigeroth, um 1695; Historisches Museum Hannover

Franz Ernst Freiherr (ab 1689 Graf) von Platen (* 1631 in Erxleben; † 14. Juni 1709) war Oberhofmeister und Prinzenerzieher in Hannover, Generalpostmeister und seit 1689 Reichsgraf sowie als Geheimrat Premierminister des Kurfürsten Ernst August von Hannover, der ihn 1673 zum Ehemann seiner Mätresse gemacht hatte. 1704 erhielt er die Grafschaft Hallermund, ein kleines, seit dem Mittelalter reichsunmittelbares Territorium bei Hildesheim, weswegen er 1709, allerdings nur als Personalist, in das Niederrheinisch-Westfälische Reichsgrafenkollegium aufgenommen wurde.
Mit ihm kam das aus Granskevitz bei Schaprode stammende rügensche Geschlecht von Platen nach Niedersachsen und in die Dienste des Herzogtums Braunschweig-Lüneburg und dessen calenbergischer Linie, die 1692 zu Kurfürsten von Braunschweig-Lüneburg erhöht wurde.
Franz Ernsts offizielle Kinder (tatsächlich uneheliche Abkömmlinge des Kurfürsten Ernst August) begründeten die bis heute bestehende Linie der Grafen von Platen Hallermund.

## Leben und Wirken
Die Eltern von Franz Ernst waren der schwedische Oberst Freiherr Erasmus von Platen (* 5. März 1590; † 15. März 1663) und dessen dritte Ehefrau Margaretha Katharina von Alvensleben (* 11. November 1610; † 11. November 1670), Tochter des Gebhard Johann I. von Alvensleben (1576–1631). Er verbrachte seine Jugend auf dem mütterlichen Schloss Erxleben, wurde dann bei Jesuiten in Hildesheim erzogen und studierte in Hildesheim und Altori die Rechte.
Um 1659 trat er zunächst als Kammerjunker in die Dienste des Herzogs Ernst August, der seit 1648 Fürstbischof in Osnabrück war. Hier stieg er schnell zum Mitglied des neu errichteten Geheimen Rats auf. Gleichzeitig bekleidete er die Stellung eines Hofmarschalls. 1664 begleitete er den Herzog nach Italien, der bei Maria Mancini in Rom blieb.
1679 folgte er dem Herzog, der das Fürstentum Calenberg geerbt hatte, nach Hannover und wurde dort neben dem Reichsfreiherrn Otto Grote zu Schauen wichtigster Leiter der herzöglichen Politik.

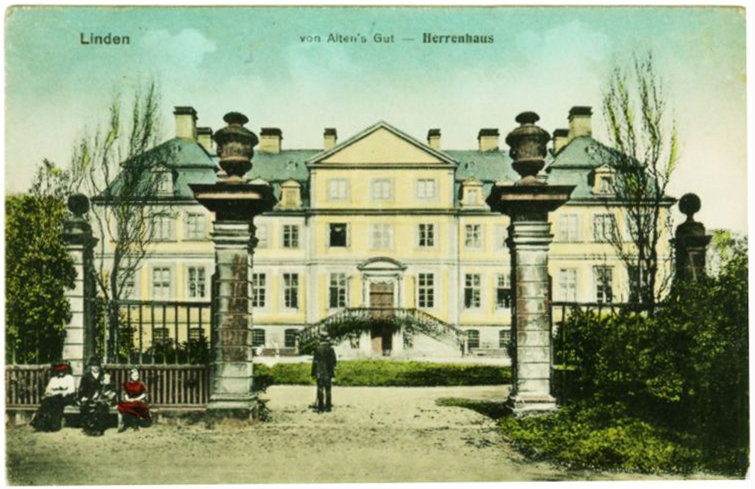
Nach Plänen des verstorbenen Johann Peter Wachter schuf Westermann 1698 bis 1702 für Platen das Schloss Linden;
kolorierte Ansichtskarte um 1900

1682 kaufte Platen für 26.000 Reichstaler von Stechinelli das Amt des General-Erbpostmeister. 1688 erwarb er durch einen befristeten Nutzungsvertrag für etwa 12.000 Reichstaler das Gut Neu-Linden von der Familie von Alten, auf dem er den heutigen Von-Alten-Garten anlegen ließ.
Nachdem der hannoversche Baumeister Brand Westermann schon beim Bau für ein Palais Platens in der Calenberger Neustadt tätig war, errichtete Westermann nach Plänen des 1690 verstorbenen Johann Peter Wachter, von 1698 bis 1702 auch das Schloss Linden für Franz Ernst von Platen.
1689 wurde Platen in den Reichsgrafenstand erhoben und Premierminister bei Herzog Ernst August.
1704 belehnte Kurfürst Georg Ludwig ihn mit der Grafschaft Hallermund.

## Nachkommen

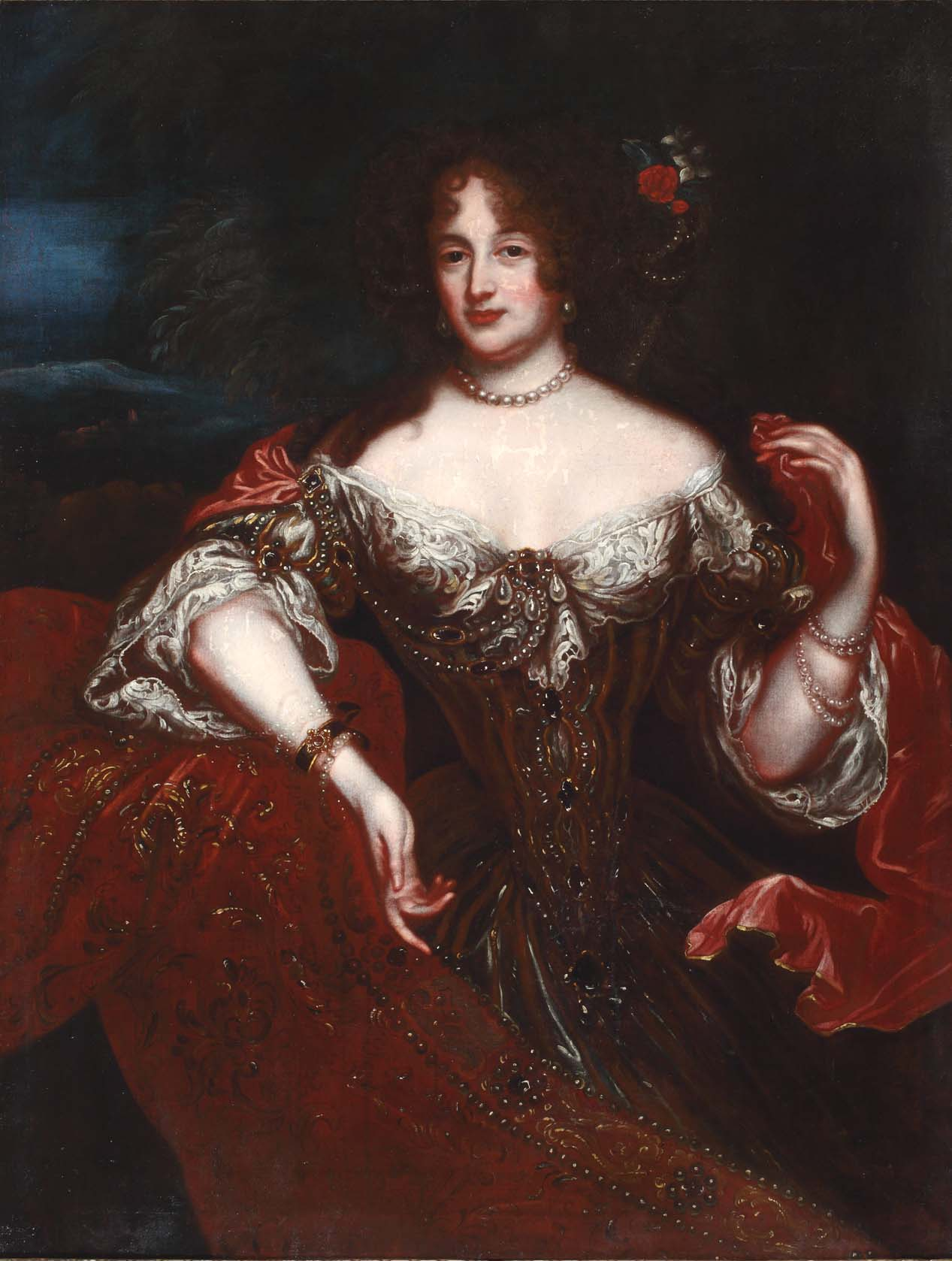
Clara Elisabeth Gräfin von Platen, geb. von Meysenbug (1648–1700)

Im September 1673 heiratete Franz Ernst Clara Elisabeth von Meysenbug (* 14. Januar 1648; † 30. Januar 1700), Tochter des Georg Philipp von Meysenbug, Drost und Amtmann, Herr auf Züschen (Fritzlar) und Anna Elisabeth von Meysenbug. Seit etwa 1672 war sie die Mätresse des Herzogs und übte großen Einfluss auf ihn aus. Aus der Liaison gingen ein Sohn und eine Tochter hervor:
- Ernst August (1674–1726)
- Sophie Charlotte (1675–1725),

die jedoch von Platen als ehelich geborene Kinder anerkannt wurden und dessen Namen erhielten. Zur gleichen Zeit war Clara Elisabeths jüngere Schwester Catharina die Mätresse des Kurprinzen Georg Ludwig, bis zu dessen Heirat 1682.
Der Sohn, Ernst August von Platen-Hallermund (* 3. August 1674; † 20. September 1726), heiratete 1697 Sophia Caroline Eva Antoinette von Offen (* 2. November 1669; † 1726). Sie war die Tochter des Generalleutnants Jobst Moritz von Offen und ebenfalls Mätresse von Georg I.
Die Tochter, Sophia Charlotte, heiratete den braunschweig-lüneburgischen Oberstallmeister Freiherr Johann Adolph von Kielmansegg (1668–1717). Sie stand ihrem Halbbruder Georg Ludwig nahe und folgte ihm 1714, nach seiner Thronbesteigung als Georg I., nach London. Er erhob sie 1721 ad personam zur Countess of Leinster und 1722 zur Countess of Darlington, Baroness of Brentford. Ihre drei Söhne wurden 1723 in den Reichsgrafenstand erhoben.

## Literatur

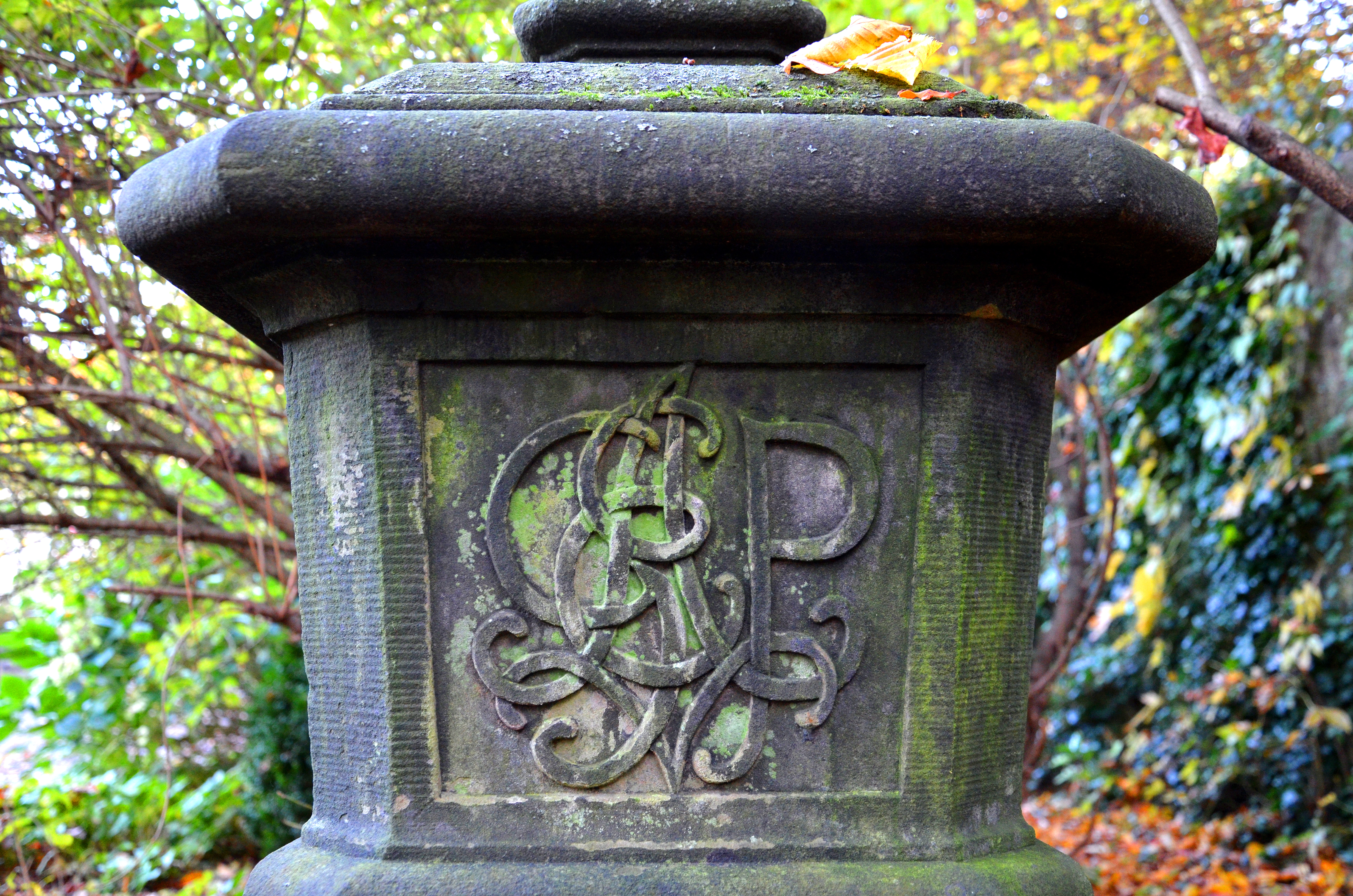
Initialen GEAvP für Graf Ernst August von Platen(-Hallermund) auf einer „Anno 1718“ für das Lindener Schloss im Von-Alten-Garten gehauenen Ziervase aus Sandstein